# Carlos Esposito
Carlos Alfonso Espósito, né le 4 novembre 1941, est un ancien arbitre argentin de football. Débutant en 1977, il fut arbitre international dès 1978 et arrêta en 1986.

## Carrière
Il a officié dans des compétitions majeures :
- Copa América 1979 (3 matchs)
- Copa Libertadores 1981 (finale aller)
- Coupe du monde de football des moins de 20 ans 1983 (1 match)
- Coupe du monde de football des moins de 16 ans 1985 (2 matchs)
- Coupe du monde de football de 1986 (2 matchs)